# Australian Open de 2018 - Dia a dia
Estes foram os jogos realizados nas quadras mais importantes a partir do primeiro dia das chaves principais.
Células em lavanda indicam sessão noturna.

## Dia 1 (15 de janeiro)
- Cabeças de chave eliminados:
  - Simples masculino:  Jack Sock [8],  Kevin Anderson [11],  John Isner [16],  Lucas Pouille [18],  Philipp Kohlschreiber [27]
  - Simples feminino:  Venus Williams [5],  Coco Vandeweghe [10],  Sloane Stephens [13],  Dominika Cibulková [24],  Peng Shuai [25],  Ekaterina Makarova [31]

Ordem dos jogos:
| Rod Laver Arena             | Rod Laver Arena         | Rod Laver Arena        | Rod Laver Arena     |
| Evento                      | Vencedor(a)/(es/as)     | Derrotado(a)/(os/as)   | Resultado           |
| --------------------------- | ----------------------- | ---------------------- | ------------------- |
| Simples feminino – 1ª fase  | Jeļena Ostapenko [7]    | Francesca Schiavone    | 6–1, 6–4            |
| Simples feminino – 1ª fase  | Belinda Bencic          | Venus Williams [5]     | 6–3, 7–5            |
| Simples masculino – 1ª fase | Grigor Dimitrov [3]     | Dennis Novak [Q]       | 6–3, 6–2, 6–1       |
| Simples masculino – 1ª fase | Rafael Nadal [1]        | Víctor Estrella Burgos | 6–1, 6–1, 6–1       |
| Simples feminino – 1ª fase  | Daria Gavrilova [23]    | Irina Falconi [Q]      | 6–1, 6–1            |
| Margaret Court Arena        |                         |                        |                     |
| Evento                      | Vencedor(a)/(es/as)     | Derrotado(a)/(os/as)   | Resultado           |
| Simples feminino – 1ª fase  | Zhang Shuai             | Sloane Stephens [13]   | 2–6, 7–62, 6–2      |
| Simples masculino – 1ª fase | Matthew Ebden           | John Isner [16]        | 6–4, 3–6, 6–3, 6–3  |
| Simples feminino – 1ª fase  | Monica Puig             | Samantha Stosur        | 4–6, 7–66, 6–4      |
| Simples feminino – 1ª fase  | Caroline Wozniacki [2]  | Mihaela Buzărnescu     | 6–2, 6–3            |
| Simples masculino – 1ª fase | Jo-Wilfried Tsonga [15] | Kevin King [Q]         | 6–4, 6–4, 6–1       |
| Hisense Arena               |                         |                        |                     |
| Evento                      | Vencedor(a)/(es/as)     | Derrotado(a)/(os/as)   | Resultado           |
| Simples feminino – 1ª fase  | Julia Görges [12]       | Sofia Kenin            | 6–4, 6–4            |
| Simples feminino – 1ª fase  | Tímea Babos             | Coco Vandeweghe [10]   | 7–64, 6–2           |
| Simples masculino – 1ª fase | Marin Čilić [6]         | Vasek Pospisil [Q]     | 6–2, 6–2, 4–6, 7–65 |
| Simples masculino – 1ª fase | Nick Kyrgios [17]       | Rogério Dutra Silva    | 6–1, 6–2, 6–4       |

## Dia 2 (16 de janeiro)
- Cabeças de chave eliminados:
  - Simples masculino:  Roberto Bautista Agut [20],  Milos Raonic [22],  Mischa Zverev [32]
  - Simples feminino:  Kristina Mladenovic [11],  Petra Kvitová [27]

Ordem dos jogos:
| Rod Laver Arena             | Rod Laver Arena            | Rod Laver Arena         | Rod Laver Arena     |
| Evento                      | Vencedor(a)/(es/as)        | Derrotado(a)/(os/as)    | Resultado           |
| --------------------------- | -------------------------- | ----------------------- | ------------------- |
| Simples feminino – 1ª fase  | Karolína Plíšková [6]      | Verónica Cepede Royg    | 6–3, 6–4            |
| Simples masculino – 1ª fase | Alexander Zverev [4]       | Thomas Fabbiano         | 6–1, 7–65, 7–5      |
| Simples feminino – 1ª fase  | Simona Halep [1]           | Destanee Aiava [WC]     | 7–65, 6–1           |
| Simples masculino – 1ª fase | Roger Federer [2]          | Aljaž Bedene            | 6–3, 6–4, 6–3       |
| Simples feminino – 1ª fase  | Ashleigh Barty [18]        | Aryna Sabalenka         | 26–7, 6–4, 6–4      |
| Margaret Court Arena        |                            |                         |                     |
| Evento                      | Vencedor(a)/(es/as)        | Derrotado(a)/(os/as)    | Resultado           |
| Simples feminino – 1ª fase  | Caroline Garcia [8]        | Carina Witthöft         | 7–5, 6–3            |
| Simples feminino – 1ª fase  | Maria Sharapova            | Tatjana Maria           | 6–1, 6–4            |
| Simples masculino – 1ª fase | Novak Djokovic [14]        | Donald Young            | 6–1, 6–2, 6–4       |
| Simples feminino – 1ª fase  | Garbiñe Muguruza [3]       | Jessika Ponchet [WC]    | 6–4, 6–3            |
| Simples masculino – 1ª fase | Juan Martín del Potro [12] | Frances Tiafoe          | 6–3, 6–4, 6–3       |
| Hisense Arena               |                            |                         |                     |
| Evento                      | Vencedor(a)/(es/as)        | Derrotado(a)/(os/as)    | Resultado           |
| Simples feminino – 1ª fase  | Johanna Konta [9]          | Madison Brengle         | 6–3, 6–1            |
| Simples feminino – 1ª fase  | Angelique Kerber [21]      | Anna-Lena Friedsam [PR] | 6–0, 6–4            |
| Simples masculino – 1ª fase | Stan Wawrinka [9]          | Ričardas Berankis [PR]  | 6–3, 6–4, 2–6, 7–62 |
| Simples masculino – 1ª fase | Tomáš Berdych [19]         | Alex de Minaur [WC]     | 6–3, 3–6, 6–0, 6–1  |

## Dia 3 (17 de janeiro)
- Cabeças de chave eliminados:
  - Simples masculino:  Pablo Cuevas [31]
  - Simples feminino:  Julia Görges [12],  Anastasia Pavlyuchenkova [15],  Daria Kasatkina [22],  Daria Gavrilova [23]
  - Duplas masculinas:  Santiago González /  Julio Peralta [13],  Ivan Dodig /  Fernando Verdasco [14]
  - Duplas femininas:  Andreja Klepač /  María José Martínez Sánchez [9]

Ordem dos jogos:
| Rod Laver Arena             | Rod Laver Arena         | Rod Laver Arena               | Rod Laver Arena          |
| Evento                      | Vencedor(a)/(es/as)     | Derrotado(a)/(os/as)          | Resultado                |
| --------------------------- | ----------------------- | ----------------------------- | ------------------------ |
| Simples feminino – 2ª fase  | Elina Svitolina [4]     | Kateřina Siniaková            | 4–6, 6–2, 6–1            |
| Simples feminino – 2ª fase  | Caroline Wozniacki [2]  | Jana Fett                     | 3–6, 6–2, 7–5            |
| Simples masculino – 2ª fase | Rafael Nadal [1]        | Leonardo Mayer                | 6–3, 6–4, 7–64           |
| Simples masculino – 2ª fase | Grigor Dimitrov [3]     | Mackenzie McDonald [Q]        | 4–6, 6–2, 6–4, 0–6, 8–6  |
| Simples feminino – 2ª fase  | Elise Mertens           | Daria Gavrilova [23]          | 7–5, 6–3                 |
| Margaret Court Arena        |                         |                               |                          |
| Evento                      | Vencedor(a)/(es/as)     | Derrotado(a)/(os/as)          | Resultado                |
| Simples feminino – 2ª fase  | Marta Kostyuk [Q]       | Olivia Rogowska [WC]          | 6–3, 7–5                 |
| Simples masculino – 2ª fase | Jo-Wilfried Tsonga [15] | Denis Shapovalov              | 3–6, 6–3, 1–6, 7–64, 7–5 |
| Simples feminino – 2ª fase  | Jeļena Ostapenko [7]    | Duan Yingying                 | 6–3, 3–6, 6–4            |
| Simples feminino – 2ª fase  | Alizé Cornet            | Julia Görges [12]             | 6–4, 6–3                 |
| Simples masculino – 2ª fase | Alexandr Dolgopolov     | Matthew Ebden                 | 7–60, 6–3, 6–4           |
| Hisense Arena               |                         |                               |                          |
| Evento                      | Vencedor(a)/(es/as)     | Derrotado(a)/(os/as)          | Resultado                |
| Simples feminino – 2ª fase  | Kateryna Bondarenko     | Anastasia Pavlyuchenkova [15] | 6–2, 6–4                 |
| Simples feminino – 2ª fase  | Luksika Kumkhum [Q]     | Belinda Bencic                | 6–1, 6–3                 |
| Simples masculino – 2ª fase | Marin Čilić [6]         | João Sousa                    | 6–1, 7–5, 6–2            |
| Simples masculino – 2ª fase | Nick Kyrgios [17]       | Viktor Troicki                | 7–5, 6–4, 7–62           |

## Dia 4 (18 de janeiro)
- Cabeças de chave eliminados:
  - Simples masculino:  David Goffin [7],  Stan Wawrinka [9],  Sam Querrey [13]
  - Simples feminino:  Garbiñe Muguruza [3],  Johanna Konta [9],  Anastasija Sevastova [14],  Elena Vesnina [16],  Mirjana Lučić-Baroni [28]
  - Duplas masculinas:  Raven Klaasen /  Michael Venus [8],  Pablo Cuevas /  Horacio Zeballos [12]
  - Duplas femininas:  Kiki Bertens /  Johanna Larsson [7]

Ordem dos jogos:
| Rod Laver Arena             | Rod Laver Arena            | Rod Laver Arena           | Rod Laver Arena              |
| Evento                      | Vencedor(a)/(es/as)        | Derrotado(a)/(os/as)      | Resultado                    |
| --------------------------- | -------------------------- | ------------------------- | ---------------------------- |
| Simples feminino – 2ª fase  | Maria Sharapova            | Anastasija Sevastova [14] | 6–1, 7–64                    |
| Simples feminino – 2ª fase  | Hsieh Su-wei               | Garbiñe Muguruza [3]      | 7–61, 6–4                    |
| Simples masculino – 2ª fase | Novak Djokovic [14]        | Gaël Monfils              | 4–6, 6–3, 6–1, 6–3           |
| Simples feminino – 2ª fase  | Ashleigh Barty [18]        | Camila Giorgi             | 5–7, 6–4, 6–1                |
| Simples masculino – 2ª fase | Roger Federer [2]          | Jan-Lennard Struff        | 6–4, 6–4, 7–64               |
| Margaret Court Arena        |                            |                           |                              |
| Evento                      | Vencedor(a)/(es/as)        | Derrotado(a)/(os/as)      | Resultado                    |
| Simples masculino – 2ª fase | Dominic Thiem [5]          | Denis Kudla [Q]           | 6–7(6–8), 3–6, 6–3, 6–2, 6–3 |
| Simples feminino – 2ª fase  | Angelique Kerber [21]      | Donna Vekić               | 6–4, 6–1                     |
| Simples feminino – 2ª fase  | Madison Keys [17]          | Ekaterina Alexandrova     | 6–0, 6–1                     |
| Simples feminino – 2ª fase  | Simona Halep [1]           | Eugenie Bouchard          | 6–2, 6–2                     |
| Simples masculino – 2ª fase | Tennys Sandgren            | Stan Wawrinka [9]         | 6–2, 6–1, 6–4                |
| Hisense Arena               |                            |                           |                              |
| Evento                      | Vencedor(a)/(es/as)        | Derrotado(a)/(os/as)      | Resultado                    |
| Simples feminino – 2ª fase  | Caroline Garcia [8]        | Markéta Vondroušová       | 36–7, 6–2, 8–6               |
| Simples feminino – 2ª fase  | Karolína Plíšková [6]      | Beatriz Haddad Maia       | 6–1, 6–1                     |
| Simples masculino – 2ª fase | Juan Martín del Potro [12] | Karen Khachanov           | 6–4, 7–64, 06–7, 6–4         |
| Simples masculino – 2ª fase | Alexander Zverev [4]       | Peter Gojowczyk           | 6–1, 6–3, 4–6, 6–3           |

## Dia 5 (19 de janeiro)
- Cabeças de chave eliminados:
  - Simples masculino:  Jo-Wilfried Tsonga [15],  Gilles Müller [23],  Damir Džumhur [28],  Andrey Rublev [30]
  - Simples feminino:  Jeļena Ostapenko [7],  Kiki Bertens [30]
  - Duplas masculinas:  Henri Kontinen /  John Peers [2],  Feliciano López /  Marc López [9]

Ordem dos jogos:
| Rod Laver Arena             | Rod Laver Arena              | Rod Laver Arena           | Rod Laver Arena            |
| Evento                      | Vencedor(a)/(es/as)          | Derrotado(a)/(os/as)      | Resultado                  |
| --------------------------- | ---------------------------- | ------------------------- | -------------------------- |
| Simples feminino – 3ª fase  | Petra Martić                 | Luksika Kumkhum [Q]       | 6–3, 3–6, 7–5              |
| Simples feminino – 3ª fase  | Elina Svitolina [4]          | Marta Kostyuk [Q]         | 6–2, 6–2                   |
| Simples masculino – 3ª fase | Grigor Dimitrov [3]          | Andrey Rublev [30]        | 6–3, 4–6, 6–4, 6–4         |
| Simples masculino – 3ª fase | Nick Kyrgios [17]            | Jo-Wilfried Tsonga [15]   | 7–65, 4–6, 7–66, 7–65      |
| Simples feminino – 3ª fase  | Caroline Wozniacki [2]       | Kiki Bertens [30]         | 6–4, 6–3                   |
| Margaret Court Arena        |                              |                           |                            |
| Evento                      | Vencedor(a)/(es/as)          | Derrotado(a)/(os/as)      | Resultado                  |
| Simples feminino – 3ª fase  | Denisa Allertová [Q]         | Magda Linette             | 6–1, 6–4                   |
| Simples masculino – 3ª fase | Pablo Carreño Busta [10]     | Gilles Müller [23]        | 7–64, 4–6, 7–5, 7–5        |
| Simples feminino – 3ª fase  | Magdaléna Rybáriková [19]    | Kateryna Bondarenko       | 7–5, 3–6, 6–1              |
| Simples masculino – 3ª fase | Rafael Nadal [1]             | Damir Džumhur [28]        | 6–1, 6–3, 6–1              |
| Simples feminino – 3ª fase  | Anett Kontaveit [32]         | Jeļena Ostapenko [7]      | 6–3, 1–6, 6–3              |
| Hisense Arena               |                              |                           |                            |
| Evento                      | Vencedor(a)/(es/as)          | Derrotado(a)/(os/as)      | Resultado                  |
| Duplas masculinas – 2ª fase | Bob Bryan [6] Mike Bryan [6] | Max Mirnyi Philipp Oswald | 56–7, 6–4, 6–4             |
| Simples feminino – 3ª fase  | Elise Mertens                | Alizé Cornet              | 7–5, 6–4                   |
| Simples masculino – 3ª fase | Andreas Seppi                | Ivo Karlović              | 6–3, 7–64, 36–7, 56–7, 9–7 |
| Simples masculino – 3ª fase | Marin Čilić [6]              | Ryan Harrison             | 7–64, 6–3, 7–64            |

## Dia 6 (20 de janeiro)
- Cabeças de chave eliminados:
  - Simples masculino:  Alexander Zverev [4],  Juan Martín del Potro [12],  Albert Ramos Viñolas [21],  Adrian Mannarino [26],  Richard Gasquet [29]
  - Simples feminino:  Ashleigh Barty [18],  Agnieszka Radwańska [26],  Lucie Šafářová [29]
  - Duplas masculinas:  Jean-Julien Rojer /  Horia Tecău [3],  Pierre-Hugues Herbert /  Nicolas Mahut [4],  Jamie Murray /  Bruno Soares [5]
  - Duplas femininas:  Ashleigh Barty /  Casey Dellacqua [3],  Alicja Rosolska /  Abigail Spears [15]

Ordem dos jogos:
| Rod Laver Arena                           | Rod Laver Arena                | Rod Laver Arena              | Rod Laver Arena          |
| Evento                                    | Vencedor(a)/(es/as)            | Derrotado(a)/(os/as)         | Resultado                |
| ----------------------------------------- | ------------------------------ | ---------------------------- | ------------------------ |
| Simples feminino – 3ª fase                | Simona Halep [1]               | Lauren Davis                 | 4–6, 6–4, 15–13          |
| Simples masculino – 3ª fase               | Chung Hyeon                    | Alexander Zverev [4]         | 5–7, 7–63, 2–6, 6–3, 6–0 |
| Simples feminino – 3ª fase                | Angelique Kerber [21]          | Maria Sharapova              | 6–1, 6–3                 |
| Simples masculino – 3ª fase               | Roger Federer [2]              | Richard Gasquet [29]         | 6–2, 7–5, 6–4            |
| Margaret Court Arena                      |                                |                              |                          |
| Evento                                    | Vencedor(a)/(es/as)            | Derrotado(a)/(os/as)         | Resultado                |
| Simples feminino – 3ª fase                | Madison Keys [17]              | Ana Bogdan                   | 6–3, 6–4                 |
| Simples feminino – 3ª fase                | Karolína Plíšková [6]          | Lucie Šafářová [29]          | 7–66, 7–5                |
| Simples masculino – 3ª fase               | Dominic Thiem [5]              | Adrian Mannarino [26]        | 6–4, 6–2, 7–5            |
| Simples feminino – 3ª fase                | Naomi Osaka                    | Ashleigh Barty [18]          | 6–4, 6–2                 |
| Simples masculino – 3ª fase               | Novak Djokovic [14]            | Albert Ramos Viñolas [21]    | 6–2, 6–3, 6–3            |
| Simples feminino – 3ª fase                | Hsieh Su-wei                   | Agnieszka Radwańska [26]     | 6–2, 7–5                 |
| Hisense Arena                             |                                |                              |                          |
| Evento                                    | Vencedor(a)/(es/as)            | Derrotado(a)/(os/as)         | Resultado                |
| Duplas masculinas lendárias – Round robin | Thomas Johansson Mats Wilander | John McEnroe Patrick McEnroe | 4–3(5–3), 1–4, 4–2       |
| Simples feminino – 3ª fase                | Caroline Garcia [8]            | Aliaksandra Sasnovich        | 6–3, 5–7, 6–2            |
| Simples masculino – 3ª fase               | Fabio Fognini [25]             | Julien Benneteau             | 3–6, 6–2, 6–1, 4–6, 6–3  |
| Simples masculino – 3ª fase               | Tomáš Berdych [19]             | Juan Martín del Potro [12]   | 6–3, 6–3, 6–2            |

## Dia 7 (21 de janeiro)
- Cabeças de chave eliminados:
  - Simples masculino:  Pablo Carreño Busta [10],  Nick Kyrgios [17],  Diego Schwartzman [24]
  - Simples feminino:  Magdaléna Rybáriková [19],  Anett Kontaveit [32]
  - Duplas femininas:  Raquel Atawo /  Anna-Lena Grönefeld [12],  Nicole Melichar /  Květa Peschke [13]

Ordem dos jogos:
| Rod Laver Arena                           | Rod Laver Arena                               | Rod Laver Arena                              | Rod Laver Arena       |
| Evento                                    | Vencedor(a)/(es/as)                           | Derrotado(a)/(os/as)                         | Resultado             |
| ----------------------------------------- | --------------------------------------------- | -------------------------------------------- | --------------------- |
| Simples feminino – 4ª fase                | Carla Suárez Navarro                          | Anett Kontaveit [32]                         | 4–6, 6–4, 8–6         |
| Simples feminino – 4ª fase                | Caroline Wozniacki [2]                        | Magdaléna Rybáriková [19]                    | 6–3, 6–0              |
| Simples masculino – 4ª fase               | Rafael Nadal [1]                              | Diego Schwartzman [24]                       | 6–3, 46–7, 6–3, 6–3   |
| Simples masculino – 4ª fase               | Grigor Dimitrov [3]                           | Nick Kyrgios [17]                            | 7–63, 7–64, 4–6, 7–64 |
| Simples feminino – 4ª fase                | Elina Svitolina [4]                           | Denisa Allertová [Q]                         | 6–3, 6–0              |
| Margaret Court Arena                      |                                               |                                              |                       |
| Evento                                    | Vencedor(a)/(es/as)                           | Derrotado(a)/(os/as)                         | Resultado             |
| Duplas femininas – 3ª fase                | Irina-Camelia Begu [10] Monica Niculescu [10] | Nadiia Kichenok Anastasia Rodionova          | 4–1, ab.              |
| Simples masculino – 4ª fase               | Marin Čilić [6]                               | Pablo Carreño Busta [10]                     | 26–7, 6–3, 7–60, 7–63 |
| Simples feminino – 4ª fase                | Elise Mertens                                 | Petra Martić                                 | 7–65, 7–5             |
| Duplas mistas – 1ª fase                   | Tímea Babos [5] Rohan Bopanna [5]             | Ellen Perez [WC] Andrew Whittington [WC]     | 6–2, 6–4              |
| Hisense Arena                             |                                               |                                              |                       |
| Evento                                    | Vencedor(a)/(es/as)                           | Derrotado(a)/(os/as)                         | Resultado             |
| Duplas masculinas lendárias – Round robin | John McEnroe Patrick McEnroe                  | Mansour Bahrami Fabrice Santoro              | 2–4, 4–0, 4–31        |
| Duplas masculinas – 3ª fase               | Bob Bryan [6] Mike Bryan [6]                  | Jérémy Chardy Fabrice Martin                 | 26–7, 7–65, 6–3       |
| Duplas masculinas – 3ª fase               | Sam Groth [WC] Lleyton Hewitt [WC]            | Pablo Andújar [PR] Albert Ramos Viñolas [PR] | 3–3, ab.              |
| Simples masculino – 4ª fase               | Kyle Edmund                                   | Andreas Seppi                                | 46–7, 7–5, 6–2, 6–3   |
| Duplas mistas – 1ª fase                   | Demi Schuurs Jean-Julien Rojer                | Monique Adamczak [WC] Matthew Ebden [WC]     | 7–5, 6–4              |

## Dia 8 (22 de janeiro)
- Cabeças de chave eliminados:
  - Simples masculino:  Dominic Thiem [5],  Novak Djokovic [14],  Fabio Fognini [25]
  - Simples feminino:  Caroline Garcia [8],  Barbora Strýcová [20]
  - Duplas masculinas:  Rohan Bopanna /  Édouard Roger-Vasselin [10],  Rajeev Ram /  Divij Sharan [16]
  - Duplas femininas:  Shuko Aoyama /  Yang Zhaoxuan [11],  Chan Hao-ching /  Katarina Srebotnik [14],  Barbora Krejčíková /  Kateřina Siniaková [16]
  - Duplas mistas:  Latisha Chan /  Jamie Murray [1],  Casey Dellacqua /  John Peers [2],  Květa Peschke /  Henri Kontinen [4]

Ordem dos jogos:
| Rod Laver Arena                           | Rod Laver Arena                                | Rod Laver Arena                             | Rod Laver Arena           |
| Evento                                    | Vencedor(a)/(es/as)                            | Derrotado(a)/(os/as)                        | Resultado                 |
| ----------------------------------------- | ---------------------------------------------- | ------------------------------------------- | ------------------------- |
| Simples feminino – 4ª fase                | Madison Keys [17]                              | Caroline Garcia [8]                         | 6–3, 6–2                  |
| Simples feminino – 4ª fase                | Angelique Kerber [21]                          | Hsieh Su-wei                                | 4–6, 7–5, 6–2             |
| Simples masculino – 4ª fase               | Roger Federer [2]                              | Márton Fucsovics                            | 6–4, 7–63, 6–2            |
| Simples masculino – 4ª fase               | Chung Hyeon                                    | Novak Djokovic [14]                         | 7–64, 7–5, 7–63           |
| Simples feminino – 4ª fase                | Karolína Plíšková [6]                          | Barbora Strýcová [20]                       | 56–7, 6–3, 6–2            |
| Margaret Court Arena                      |                                                |                                             |                           |
| Evento                                    | Vencedor(a)/(es/as)                            | Derrotado(a)/(os/as)                        | Resultado                 |
| Duplas femininas – 3ª fase                | Latisha Chan [1] Andrea Sestini Hlaváčková [1] | Chan Hao-ching [14] Katarina Srebotnik [14] | 6–3, 6–2                  |
| Simples masculino – 4ª fase               | Tomáš Berdych [19]                             | Fabio Fognini [25]                          | 6–1, 6–4, 6–4             |
| Duplas femininas – 3ª fase                | Tímea Babos [5] Kristina Mladenovic [5]        | Viktorija Golubic Nina Stojanović           | 7–5, 6–2                  |
| Simples feminino – 4ª fase                | Simona Halep [1]                               | Naomi Osaka                                 | 6–3, 6–2                  |
| Hisense Arena                             |                                                |                                             |                           |
| Evento                                    | Vencedor(a)/(es/as)                            | Derrotado(a)/(os/as)                        | Resultado                 |
| Duplas masculinas lendárias – Round robin | Wayne Ferreira Goran Ivanišević                | Thomas Enqvist Todd Woodbridge              | 4–2, 4–3(5–2)             |
| Duplas masculinas – 3ª fase               | Łukasz Kubot [1] Marcelo Melo [1]              | Rajeev Ram [16] Divij Sharan [16]           | 3–6, 7–64, 6–4            |
| Duplas masculinas – 3ª fase               | Ben McLachlan Jan-Lennard Struff               | Pablo Carreño Busta Guillermo García López  | 6–4, 7–65                 |
| Simples masculino – 4ª fase               | Tennys Sandgren                                | Dominic Thiem [5]                           | 6–2, 4–6, 7–64, 76–7, 6–3 |

## Dia 9 (23 de janeiro)
- Cabeças de chave eliminados:
  - Simples masculino:  Rafael Nadal [1],  Grigor Dimitrov [3]
  - Simples feminino:  Elina Svitolina [4]
  - Duplas masculinas:  Łukasz Kubot /  Marcelo Melo [1],  Marcin Matkowski /  Aisam-ul-Haq Qureshi [15]
  - Duplas femininas:  Latisha Chan /  Andrea Sestini Hlaváčková [1],  Lucie Šafářová /  Barbora Strýcová [4],  Gabriela Dabrowski /  Xu Yifan [6]
  - Duplas mistas:  Chan Hao-ching /  Michael Venus [7]

Ordem dos jogos:
| Rod Laver Arena                           | Rod Laver Arena                                          | Rod Laver Arena                                 | Rod Laver Arena                   |
| Evento                                    | Vencedor(a)/(es/as)                                      | Derrotado(a)/(os/as)                            | Resultado                         |
| ----------------------------------------- | -------------------------------------------------------- | ----------------------------------------------- | --------------------------------- |
| Duplas masculinas – Quartas de final      | Bob Bryan [6] Mike Bryan [6]                             | Marcin Matkowski [15] Aisam-ul-Haq Qureshi [15] | 6–1, 6–4                          |
| Simples feminino – Quartas de final       | Elise Mertens                                            | Elina Svitolina [4]                             | 6–4, 6–0                          |
| Simples masculino – Quartas de final      | Kyle Edmund                                              | Grigor Dimitrov [3]                             | 6–4, 3–6, 6–3, 6–4                |
| Simples masculino – Quartas de final      | Marin Čilić [6]                                          | Rafael Nadal [1]                                | 3–6, 6–3, 6–7(5–7), 6–2, 2–0, ab. |
| Simples feminino – Quartas de final       | Caroline Wozniacki [2]                                   | Carla Suárez Navarro                            | 6–0, 36–7, 6–2                    |
| Margaret Court Arena                      |                                                          |                                                 |                                   |
| Evento                                    | Vencedor(a)/(es/as)                                      | Derrotado(a)/(os/as)                            | Resultado                         |
| Duplas masculinas lendárias – Round robin | Jacco Eltingh Paul Haarhuis                              | Thomas Enqvist Todd Woodbridge                  | 4–1, 1–4, 4–3(5–4)                |
| Duplas masculinas – Quartas de final      | Ben McLachlan Jan-Lennard Struff                         | Łukasz Kubot [1] Marcelo Melo [1]               | 6–4, 46–7, 7–65                   |
| Duplas femininas – Quartas de final       | Ekaterina Makarova [2] Elena Vesnina [2]                 | Gabriela Dabrowski [6] Xu Yifan [6]             | 0–6, 6–1, 7–62                    |
| Duplas mistas – 2ª fase                   | Andrea Sestini Hlaváčková [6] Édouard Roger-Vasselin [6] | Nadiia Kichenok Marcel Granollers               | 6–2, 7–5                          |
| Duplas mistas – 2ª fase                   | Gabriela Dabrowski [8] Mate Pavić [8]                    | Demi Schuurs Jean-Julien Rojer                  | 6–1, 6–3                          |

## Dia 10 (24 de janeiro)
- Cabeças de chave eliminados:
  - Simples masculino:  Tomáš Berdych [19]
  - Simples feminino:  Karolína Plíšková [6],  Madison Keys [17]
  - Duplas femininas:  Hsieh Su-wei /  Peng Shuai [8],  Irina-Camelia Begu /  Monica Niculescu [10]

Ordem dos jogos:
| Rod Laver Arena                           | Rod Laver Arena                             | Rod Laver Arena                     | Rod Laver Arena         |
| Evento                                    | Vencedor(a)/(es/as)                         | Derrotado(a)/(os/as)                | Resultado               |
| ----------------------------------------- | ------------------------------------------- | ----------------------------------- | ----------------------- |
| Simples feminino – Quartas de final       | Angelique Kerber [21]                       | Madison Keys [17]                   | 6–1, 6–2                |
| Simples masculino – Quartas de final      | Chung Hyeon                                 | Tennys Sandgren                     | 6–4, 7–65, 6–3          |
| Simples feminino – Quartas de final       | Simona Halep [1]                            | Karolína Plíšková [6]               | 6–3, 6–2                |
| Simples masculino – Quartas de final      | Roger Federer [2]                           | Tomáš Berdych [19]                  | 7–61, 6–3, 6–4          |
| Duplas – Exibição                         | Alicia Molik Mark Philippoussis             | Daniela Hantuchová Goran Ivanišević | 4–2, 1–4, ab.           |
| Duplas – Exibição                         | John McEnroe Patrick McEnroe                | Goran Ivanišević Mark Philippoussis | 4–0, 4–2                |
| Margaret Court Arena                      |                                             |                                     |                         |
| Evento                                    | Vencedor(a)/(es/as)                         | Derrotado(a)/(os/as)                | Resultado               |
| Duplas masculinas lendárias – Round robin | Mansour Bahrami Fabrice Santoro             | Thomas Johansson Mats Wilander      | 3–4(2–5), 4–1, 4–3(5–4) |
| Duplas femininas – Semifinais             | Tímea Babos [5] Kristina Mladenovic [5]     | Hsieh Su-wei [8] Peng Shuai [8]     | 6–4, 6–2                |
| Duplas masculinas – Quartas de final      | Oliver Marach [7] Mate Pavić [7]            | Marcus Daniell Dominic Inglot       | 6–4, 106–7, 7–65        |
| Duplas masculinas – Quartas de final      | Juan Sebastián Cabal [11] Robert Farah [11] | Sam Groth [WC] Lleyton Hewitt [WC]  | 6–4, 7–5                |

## Dia 11 (25 de janeiro)
- Cabeças de chave eliminados:
  - Simples feminino:  Angelique Kerber [21]
  - Duplas masculinas:  Bob Bryan /  Mike Bryan [6]
  - Duplas mistas:  Andrea Sestini Hlaváčková /  Édouard Roger-Vasselin [6]

Ordem dos jogos:
| Rod Laver Arena                           | Rod Laver Arena                               | Rod Laver Arena                                          | Rod Laver Arena   |
| Evento                                    | Vencedor(a)/(es/as)                           | Derrotado(a)/(os/as)                                     | Resultado         |
| ----------------------------------------- | --------------------------------------------- | -------------------------------------------------------- | ----------------- |
| Duplas mistas – Quartas de final          | María José Martínez Sánchez Marcelo Demoliner | Storm Sanders [WC] Marc Polmans [WC]                     | 7–5, 6–4          |
| Simples feminino – Semifinais             | Caroline Wozniacki [2]                        | Elise Mertens                                            | 6–3, 7–62         |
| Simples feminino – Semifinais             | Simona Halep [1]                              | Angelique Kerber [21]                                    | 6–3, 4–6, 9–7     |
| Simples masculino – Semifinais            | Marin Čilić [6]                               | Kyle Edmund                                              | 6–2, 7–64, 6–2    |
| Duplas masculinas – Semifinais            | Juan Sebastián Cabal [11] Robert Farah [11]   | Bob Bryan [6] Mike Bryan [6]                             | 7–61, 7–5         |
| Margaret Court Arena                      |                                               |                                                          |                   |
| Evento                                    | Vencedor(a)/(es/as)                           | Derrotado(a)/(os/as)                                     | Resultado         |
| Duplas masculinas lendárias – Round robin | Henri Leconte Mark Philippoussis              | Thomas Enqvist Todd Woodbridge                           | 4–3(5–2), 4–2     |
| Duplas masculinas – Semifinais            | Oliver Marach [7] Mate Pavić [7]              | Ben McLachlan Jan-Lennard Struff                         | 4–6, 7–5, 7–64    |
| Duplas mistas – Quartas de final          | Ekaterina Makarova [3] Bruno Soares [3]       | Andrea Sestini Hlaváčková [6] Édouard Roger-Vasselin [6] | 6–2, 4–6, [13–11] |
| Duplas mistas – Quartas de final          | Gabriela Dabrowski [8] Mate Pavić [8]         | Johanna Larsson Matwé Middelkoop                         | 6–3, 7–60         |

## Dia 12 (26 de janeiro)
- Cabeças de chave eliminados:
  - Duplas femininas:  Ekaterina Makarova /  Elena Vesnina [2]
  - Duplas mistas:  Ekaterina Makarova /  Bruno Soares [3]

Ordem dos jogos:
| Rod Laver Arena                           | Rod Laver Arena                         | Rod Laver Arena                          | Rod Laver Arena    |
| Evento                                    | Vencedor(a)/(es/as)                     | Derrotado(a)/(os/as)                     | Resultado          |
| ----------------------------------------- | --------------------------------------- | ---------------------------------------- | ------------------ |
| Duplas – Exibição                         | Mansour Bahrami Fabrice Santoro         | Pat Cash Mark Woodforde                  | (4–5)3–4, 4–1, 2–4 |
| Duplas femininas – Final                  | Tímea Babos [5] Kristina Mladenovic [5] | Ekaterina Makarova [2] Elena Vesnina [2] | 6–4, 6–3           |
| Simples masculino – Semifinais            | Roger Federer [2]                       | Chung Hyeon                              | 6–1, 5–2, ab.      |
| Simples tetraplégico cadeirante – 3ª fase | Dylan Alcott                            | Heath Davidson [WC]                      | 6–2, 6–0           |
| Margaret Court Arena                      |                                         |                                          |                    |
| Evento                                    | Vencedor(a)/(es/as)                     | Derrotado(a)/(os/as)                     | Resultado          |
| Simples feminino juvenil – Semifinais     | Clara Burel                             | Wang Xinyu [1]                           | 2–6, 6–1, 6–0      |
| Duplas masculinas juvenis – Final         | Hugo Gaston [7] Clément Tabur [7]       | Rudolf Molleker Henri Squire             | 6–2, 6–2           |
| Duplas mistas – Semifinais                | Tímea Babos [5] Kristina Mladenovic [5] | Ekaterina Makarova [2] Elena Vesnina [2] | 6–4, 6–3           |
| Duplas mistas – Semifinais                | Roger Federer [2]                       | Chung Hyeon                              | 6–1, 5–2, ab.      |

## Dia 13 (27 de janeiro)
- Cabeças de chave eliminados:
  - Simples feminino:  Simona Halep [1]
  - Duplas masculinas:  Juan Sebastián Cabal /  Robert Farah [11]

Ordem dos jogos:
| Rod Laver Arena                         | Rod Laver Arena                  | Rod Laver Arena                             | Rod Laver Arena    |
| Evento                                  | Vencedor(a)/(es/as)              | Derrotado(a)/(os/as)                        | Resultado          |
| --------------------------------------- | -------------------------------- | ------------------------------------------- | ------------------ |
| Simples masculino juvenil – Final       | Sebastian Korda [7]              | Tseng Chun-hsin [6]                         | 7–66, 6–4          |
| Simples tetraplégico cadeirante – Final | Dylan Alcott                     | David Wagner [1]                            | 7–61, 6–1          |
| Simples feminino – Final                | Caroline Wozniacki [2]           | Simona Halep [1]                            | 7–6(7–2), 3–6, 6–4 |
| Duplas masculinas – Final               | Oliver Marach [7] Mate Pavić [7] | Juan Sebastián Cabal [11] Robert Farah [11] | 6–4, 6–4           |
| Margaret Court Arena                    |                                  |                                             |                    |
| Evento                                  | Vencedor(a)/(es/as)              | Derrotado(a)/(os/as)                        | Resultado          |
| Simples feminino juvenil – Final        | Liang En-shuo [2]                | Clara Burel                                 | 6–3, 6–4           |
| Simples feminino cadeirante – Final     | Diede de Groot [2]               | Yui Kamiji [1]                              | 7–66, 6–4          |
| Simples masculino cadeirante – Final    | Shingo Kunieda                   | Stéphane Houdet                             | 4–6, 6–1, 7–64     |
| Duplas femininas juvenis – Final        | Liang En-shuo [1] Wang Xinyu [1] | Violet Apisah [7] Lulu Sun [7]              | 7–64, 4–6, [10–5]  |

## Dia 14 (28 de janeiro)
- Cabeças de chave eliminados:
  - Simples masculino:  Marin Čilić [6]
  - Duplas mistas:  Tímea Babos /  Rohan Bopanna [5]

Ordem dos jogos:
| Rod Laver Arena           | Rod Laver Arena                       | Rod Laver Arena                   | Rod Laver Arena              |
| Evento                    | Vencedor(a)/(es/as)                   | Derrotado(a)/(os/as)              | Resultado                    |
| ------------------------- | ------------------------------------- | --------------------------------- | ---------------------------- |
| Duplas mistas – Final     | Gabriela Dabrowski [8] Mate Pavić [8] | Tímea Babos [5] Rohan Bopanna [5] | 2–6, 6–4, [11–9]             |
| Simples masculino – Final | Roger Federer [2]                     | Marin Čilić [6]                   | 6–2, 6–7(5–7), 6–3, 3–6, 6–1 |